# 片桐仁
片桐仁（日语：／ Katagiri Jin，1973年11月27日—）是日本男性喜劇演員・演員・雕塑家。埼玉縣南埼玉郡宮代町出身。
隸屬於日本藝能事務所Twinkle Corporation公司。

## 演出作品
※粗體字為擔任該作品之主要角色

### 電視劇
2001年
- 金田一少年之事件簿SP 魔術列車殺人事件

2008年
- The Quiz Show（田崎徹）

2009年
- The Quiz Show 2（田崎徹）

2010年
- 鬼太郎之妻（貧窮神 / 大藏省官員 / 只野）

2011年
- 橫山秀夫懸疑四部曲「薪火相傳」（野野村一樹）

2014年
- 我討厭的偵探（金藏）

2016年
- 99.9不可能的翻案（明石達也）
- 首相閣下的料理人（神田）

2018年
- 黑色醜聞（卷田健吾）
- 99.9不可能的翻案 SEASON II（明石達也）
- SUITS（柳澤大悟）

2019年
- 残美（守口琢磨）
- 絕叫（八木德夫）
- 輪到你了（藤井淳史）

2020年
- 歡呼（大倉憲三）
- 盛夏的少年～19452020（近藤誠三）
- 妖怪合租屋（阿玛比埃）

2021年
- 遺留搜查（西野伸太郎）
- 真凶標籤（藤井淳史）

2022年
- Dr. White（西島耕助）
- 吉祥寺Losers（秦幡多）
- 刑警七人 第8季（川浦善樹）
- Octo 〜感情搜查官 心野朱梨〜（小野寺大伍）
- 祈願病歷表～研修醫的解謎診察紀錄～（大賀寛太）
- 晚酌的流派 年末特別篇

2023年
- 巧克力醫生（皆川誠二）
- Gifted天賦異稟（匠京太郎）

2024年
- 佔領新機場（川越和夫）
- 再見了老師（稻毛哲也）
- 科捜研の女 season24 第8話（椛山卓司）
- Qros之女 第3話（神谷亭松五郎）

2025年
- 雲霧仁左衛門FINAL（勘助）
- 相棒23 第18話、最終話（一岡光）
- 豈有此理〜蔦重繁華如夢故事〜（彌七）
- 失蹤人搜索班 : 消失的真相（仲根將）[1]
- 天久鷹央的推理病歷簿（酒井和利）
- 最後的鑑定人（黑瀨達夫）

### 電視動畫
2008年
- 魯邦三世 GREEN vs RED（Yasuo）

2011年
- TIGER & BUNNY（Raionel Hork）

2013年
- 黏黏糊糊!!角質君（角質前輩）

2020年
- 別冊奧林匹克之環（村長）

### 動畫電影
2019年
- 电影 Star☆Twinkle 光之美少女 满怀思念的星之歌（戴布）

## 外部連結
- 所属經紀公司的介紹網頁
- 片桐仁的X（前Twitter）
- 片桐仁的Instagram帳戶
- YouTube上的片桐仁頻道
- 片桐仁オフィシャルブログ「片桐仁の○○ブログ」 （页面存档备份，存于）（片桐仁的 Blog）
- モジャットユーグレノフィタの宇宙犬作戦日誌 Powered by Ameba （页面存档备份，存于）（片桐仁的 Blog）
- 片桐仁のモジャモジャモヤモヤモワモワ（連載終了）
- 片桐仁の「起承転転転転転…」（連載終了）
- 片桐仁の首都高社会見学 （Vol.1～6 連載終了）